# Tezuka Takasi
Tezuka Takasi (手塚 卓志; Hepburn: Tezuka Takasi) (Oszaka, 1960. november 17. –) gyakran dolgozott Ten Ten néven, videójáték tervező a Nintendónál. Tervezői diplomáját az Oszakai egyetemen szerezte, (Osaka University of Arts). 1984 áprilisában csatlakozott egy videójáték gyártó céghez és részt vett néhány igen nagy sikerű Nintendo sorozat, például a Mario és a The Legend of Zelda elkészítésében. Tezuka nagyon szerette a fantasy regényeket, mint például J. R. R. Tolkien A gyűrűk ura történetet, és ez alapján hozta létre a The Legend of Zelda-t és a  Zelda II: The Adventure of Link játékokat. Shigeru Miyamotóval, betöltötte a "General Manager of EAD Software Development Department" pozíciót a Nintendónál (Nintendo Entertainment Analysis and Development) és általuk lett ma is ez a legnagyobb játékfejlesztő részleg a cégnél.

„Mikor terveztem egy játékot, soha nem különböztettem meg az embereket kezdő felhasználóként, vagy játék mesterekként. Az elmúlt 20 évben arra törekedtünk, hogy a lehető legtöbb ember élvezhesse a játékainkat... Ha nem is tudtam minden alkalommal segíteni, de azt elmondhatom, hogy a munkámat, a játékokat igazán szívből szeretem.”

– Takashi Tezuka

## Munkái
| Year | Title                                                    | Position                                  |
| ---- | -------------------------------------------------------- | ----------------------------------------- |
| 1984 | Devil World                                              | Játéktervező (grafikus)                   |
| 1985 | Super Mario Bros.                                        | Segédrendező, Játéktervező (grafikus)     |
| 1986 | Super Mario Bros.: The Lost Levels                       | Rendező, Játéktervező (grafikus)          |
| 1986 | The Legend of Zelda                                      | Rendező, Játéktervező (grafikus), Író     |
| 1988 | Super Mario Bros. 3                                      | Rendező, Játéktervező (grafikus)          |
| 1990 | Super Mario World                                        | Rendező                                   |
| 1991 | The Legend of Zelda: A Link to the Past                  | Rendező                                   |
| 1993 | The Legend of Zelda: Link's Awakening                    | Rendező                                   |
| 1995 | Super Mario World 2: Yoshi's Island                      | Rendező                                   |
| 1995 | BS The Legend of Zelda                                   | Játéktervező (grafikus)                   |
| 1996 | Super Mario 64                                           | Rendezőhelyettes                          |
| 1997 | BS The Legend of Zelda: Inishie no Sekiban               | Felügyelő (supervisor)                    |
| 1997 | Star Fox 64                                              | Felügyelő (supervisor)                    |
| 1997 | Yoshi's Story                                            | Producer                                  |
| 1998 | The Legend of Zelda: Ocarina of Time                     | Felügyelő (supervisor)                    |
| 1999 | Mario Golf                                               | Felügyelő (supervisor)                    |
| 2000 | The Legend of Zelda: Majora's Mask                       | Felügyelő (supervisor)                    |
| 2001 | The Legend of Zelda: Oracle of Seasons és Oracle of Ages | Felügyelő (supervisor)                    |
| 2001 | Luigi's Mansion                                          | Producer                                  |
| 2001 | Pikmin                                                   | Haladási ellenőr (Progress Management)    |
| 2001 | Animal Crossing                                          | Producer                                  |
| 2002 | Super Mario Sunshine                                     | Producer                                  |
| 2002 | The Legend of Zelda: The Wind Waker                      | Producer                                  |
| 2003 | Mario Kart: Double Dash!!                                | Producer                                  |
| 2004 | The Legend of Zelda: The Minish Cap                      | Felügyelő (supervisor)                    |
| 2004 | The Legend of Zelda: Four Swords Adventures              | Felügyelő (supervisor)                    |
| 2004 | Pikmin 2                                                 | Producer                                  |
| 2004 | Paper Mario: The Thousand-Year Door                      | Karakter felügyelő (Character supervisor) |
| 2005 | Yoshi Touch & Go                                         | Producer                                  |
| 2005 | Animal Crossing: Wild World                              | Producer                                  |
| 2006 | New Super Mario Bros.                                    | Fő producer                               |
| 2006 | Yoshi's Island DS                                        | Rangidős producer (Senior producer)       |
| 2008 | Wii Music                                                | Producer                                  |
| 2009 | New Super Mario Bros. Wii                                | Producer                                  |
| 2010 | Super Mario Galaxy 2                                     | Producer                                  |
| 2011 | Super Mario 3D Land                                      | Fő producer                               |
| 2012 | New Super Mario Bros. 2                                  | Producer                                  |
| 2012 | New Super Mario Bros. U                                  | Producer                                  |
| 2012 | Animal Crossing: New Leaf                                | Fő produver                               |
| 2013 | Flipnote Studio 3D                                       | Producer                                  |
| 2014 | Yoshi's New Island                                       | Producer                                  |
| 2015 | Yoshi's Wooly World                                      |                                           |

## Egyéb linkek
- Takashi Tezuka's profile at MobyGames

## Fordítás
- Ez a szócikk részben vagy egészben  a   Takayhi Tezuka című angol Wikipédia-szócikk fordításán alapul.  Az eredeti cikk szerkesztőit annak laptörténete sorolja fel. Ez a jelzés csupán a megfogalmazás eredetét és a szerzői jogokat jelzi, nem szolgál a cikkben szereplő információk forrásmegjelöléseként.